# 難波春秋
難波 春秋（なんば しゅんじゅう、明治30年（1897年）‐没年不詳）は大阪で活躍した日本画家。

## 略歴
北野恒富の門人。本名は難波義雄。1897年に大阪に生まれた。大阪に住んで日本画を描いている。1923年に開催された白耀社展覧会に「舞妓」を出品している。作品に1924年作画の「嫁ぐ日」（大阪中之島美術館所蔵）が挙げられる。1959年に高津宮参道に建立された恒富庵の「北野先生門下葉束会」に名を連ねる。

## 作品
- 「嫁ぐ日」 絹本着色  大阪中之島美術館所蔵  ※1924年
- 「桜美人図」 絹本 二曲一隻屏風  大阪中之島美術館所蔵 ※大正